# Bulbophyllum neoguineense
Bulbophyllum neoguineense là một loài phong lan thuộc chi Bulbophyllum.